# Danh sách cuộc nhường ngôi trong lịch sử Nhật Bản và Lưu Cầu
Dưới đây là danh sách ghi nhận về những cuộc nhường ngôi trong lịch sử Nhật Bản, trong đó có Vương quốc Lưu Cầu:

## Tự nguyện nhường ngôi

### Nhường ngôi nhưng vẫn giữ quyền nhiếp chính
1. Năm 697, Thiên hoàng Jitō Unonosarara thoái vị nhường ngôi cho cháu nội mình là Thân vương Karu. Năm 701, Bà tự xưng mình là "Thái thượng Thiên hoàng", một tước hiệu mà về sau các Thiên hoàng thoái vị đều sử dụng[1][2][3][4]. Bà vẫn tiếp tục nắm việc triều chính cho đến khi qua đời 6 năm sau đó, thọ 58 tuổi[5][6][7][8]
2. Năm 1087, Thiên hoàng Shirakawa Sadahito sau 15 năm trị vì đã thoái vị nhường ngôi cho con trai là Thân vương Taruhito, được tôn hiệu là Thái thượng Thiên hoàng[9][10]. Năm 1096, ông xuất gia làm sư[11][12][13]. Năm 1107, Thiên hoàng Toba lên ngôi khi mới 5 tuổi, ông trở lại giữ quyền nhiếp chính qua 2 đời Thiên hoàng nữa cho đến lúc giá băng vào năm 1129, thọ 77 tuổi[14].
3. Năm 1158, Thiên hoàng Go-Shirakawa Masahito làm vua chưa đầy 4 năm đã thoái vị nhường ngôi cho con trưởng là Thân vương Morihito rồi lui về làm Thái thượng Thiên hoàng[15][16], ông vẫn tiếp tục nắm giữ chính sự, ảnh hưởng trong suốt 5 đời Thiên hoàng sau đó. Năm 1169, ông xuất gia tu hành[17][18]. Năm 1179, sau cuộc chính biến bất thành nhằm tước bỏ quyền lực của Thái chính Đại thần Taira no Kiyomori, tông chủ của gia tộc Taira, một đồng minh cũ từng phò trợ ông trong cuộc bạo loạn Hōgen, Pháp hoàng Go-Shirakawa bị Kiyomori đưa đi an dưỡng ở cung Điểu Vũ. Không cam tâm từ bỏ quyền lực, Pháp hoàng Go-Shirakawa tìm đường nhờ cậy đến gia tộc Minamoto, cũng là một đồng minh cũ từng phò trợ ông trong cuộc bạo loạn Hōgen.[19][20] Năm 1185, Minamoto no Yoritomo, tông chủ của gia tộc Minamoto, đã diệt được gia tộc Taira nhưng Pháp hoàng Go-Shirakawa đã đi đến một quyết định tồi tệ khi phong cho Yoritomo chức vụ Shōgun vào năm 1192. Cũng trong năm đó, ông qua đời, thọ 64 tuổi mà không biết rằng mình đã để lại một mầm họa của con cháu ông sau này.[21]
4. Năm 1232, Thiên hoàng Go-Horikawa Yutahito thoái vị nhường ngôi cho con trai cả là Thân vương Mitsuhito mới được 1 tuổi, để trở thành Thái thượng Thiên hoàng.[22][23][24] Tuy nhiên, do người kế vị còn quá nhỏ, nên ông tiếp tục phụ chính thêm 2 năm nữa rồi qua đời ở tuổi 22.[25][26][27]
5. Năm 1246, Thiên hoàng Go-Saga Kunihito thoái vị nhường ngôi cho con trai là Thân vương Hisahito mới được 3 tuổi, để lên làm Thái thượng Thiên hoàng.[28][29] Tuy nhiên, do người kế vị còn quá nhỏ, nên ông tiếp tục phụ chính qua 2 đời Thiên hoàng tiếp theo cho đến khi tạ thế vào năm 1272, thọ 51 tuổi.[30][31][32]
6. Năm 1274, Thiên hoàng Kameyama Tsunehito thoái vị nhường ngôi cho con trai thứ 2 là Thân vương Yohito mới 10 tuổi, để lên làm Thái thượng Thiên hoàng.[33][34] Tuy nhiên, do người kế vị còn quá nhỏ, nên ông tiếp tục phụ chính cho đến khi Thiên hoàng Go-Uda thoái vị vào năm 1287[35]. Hai năm sau đó, ông xuất gia và ẩn cư cho đến khi qua đời vào năm 1305, thọ 56 tuổi.[36][37][38]
7. Năm 1298, Thiên hoàng Fushimi Hirohito thoái vị nhường ngôi cho cho con trai cả là Thái tử, Thân vương Tanehito, để lên làm Thái thượng Thiên hoàng[39][40]. Tuy nhiên, ông vẫn nắm quyền triều chính trong những giai đoạn các Thiên hoàng thuộc dòng Jimyōin trị vì (1298-1301 và 1308-1313).[41] Năm 1313, ông xuất gia tu hành[42] và qua đời năm 1317, thọ 52 tuổi.[43]
8. Năm 1348, Bắc triều Thiên hoàng Kōmyō Yutahito thoái vị nhường ngôi cho cháu ruột là Thân vương Okihito, trở thành Thái thượng Thiên hoàng, ông vẫn nắm quyền phụ chính. Năm 1351, quân Nam triều chiếm được Kyoto, bắt giam cả hai Thượng hoàng Kōgon và Kōmyō, cùng Thiên hoàng Sukō.[44] Bắc triều bị gián đoạn trong thời gian 2 năm, cho đến khi Mạc phủ Ashikaga quyết định phục tích Bắc triều. Năm 1355, ông được đưa trở lại Kyoto và quyết định xuất gia. Ông qua đời năm 1380, thọ 58 tuổi.[45][46]
9. Năm 1371, Bắc triều Thiên hoàng Go-Kōgon Iyahito thoái vị nhường ngôi cho người con trai thứ 2 là Thân vương Ohito, trở thành Thái thượng Thiên hoàng.[47] Ông nắm quyền phụ chính cho đến năm 1374, ông xuất gia được đúng một ngày thì viên tịch, hưởng dương 35 tuổi[48].
10. Năm 1382, Bắc triều Thiên hoàng Go-En'yū Ohito thoái vị nhường ngôi cho người con trai cả là Thân vương Motohito, trở thành Thái thượng Thiên hoàng. Mặc dù thoái vị, ông vẫn nắm quyền phụ chính theo truyền thống, dù khi đó chỉ còn trên danh nghĩa vì quyền lực thực tế đã nằm trong tay Mạc phủ Ashikaga. Dù rất bất mãn, nhưng ông không thể xoay chuyển thời cuộc mà chỉ ôm mối hận trong lòng. Năm 1393, ông xuất gia và mất ngay ngày hôm ấy, hưởng dương 34 tuổi.[49] Dù sao thì ông vẫn còn kịp chứng kiến cục diện Nam Bắc triều kết thúc, và con trai ông trở thành Thiên hoàng độc tôn của nước Nhật.[50]
11. Năm 1412, Thiên hoàng Go-Komatsu Motohito bất chấp thỏa hiệp trước đó là ngôi vị Thiên hoàng sẽ được luân phiên kế vị giữa dòng Jimyōin và dòng Daikakuji, thoái vị nhường ngôi cho con trai cả là Thân vương Mihito[51][52]. Từ đó, ngai vàng thuộc quyền kế vị độc tôn của dòng Jimyōin. Ông trở thành Thái thượng Thiên hoàng, nắm quyền phụ chính cho đến khi qua đời năm 1433, thọ 56 tuổi.[53]
12. Năm 1464, Thiên hoàng Go-Hanazono Hikohito thoái vị nhường ngôi cho con trai cả là Thân vương Fusahito để lên làm Thái thượng Thiên hoàng[54][55], nắm quyền phụ chính cho đến khi qua đời năm 1471, thọ 51 tuổi.[56]
13. Năm 1735, Thiên hoàng Nakamikado Yasuhito thoái vị nhường ngôi cho con trai cả là Thân vương Teruhito để lên làm Thái thượng Thiên hoàng,[57] ông nắm quyền phụ chính cho đến khi qua đời 2 năm sau đó, hưởng dương 35 tuổi.[58][59]
14. Năm 1770, Thiên hoàng Go-Sakuramachi Toshiko thoái vị nhường ngôi cho con trai của em mình là Thân vương Hidehito để lên làm Thái thượng Thiên hoàng.[60] Tuy nhiên, bà vẫn đóng vai trò phụ chính cho đến khi qua đời năm 1813, thọ 73 tuổi.[61][62]
15. Năm 1817, Thiên hoàng Kōkaku Tomohito thoái vị nhường ngôi cho con trai mình là Thân vương Ayahito để lên làm Thái thượng Thiên hoàng, giữ vai trò phụ chính cho đến khi qua đời năm 1840, thọ 69 tuổi.[61][63][64] Ông cũng là vị Thái thượng Thiên hoàng cuối cùng của Nhật Bản cho đến trước ngày 30 tháng 04 năm 2019.[65]

### Nhường ngôi bởi ốm đau bệnh tật
1. Năm 781, Thiên hoàng Kōnin Shirakabe lâm trọng bệnh, ông nhường ngôi cho con trai là Thân vương Yamabe. Tám tháng sau, ông mất, thọ 73 tuổi.[66][67][68][69][70][71][72]
2. Năm 809, Thiên hoàng Heizei Ate lâm trọng bệnh, đã nhường ngôi cho người em trai khác mẹ là Thân vương Kamino[73][74][75][76] Một năm sau, trong triều xảy ra vụ "Dược tử chi biến", ông chán nản xuất gia làm sư[77] và viên tịch năm 824, thọ 51 tuổi.[78][79][80][81]
3. Năm 850, Thiên hoàng Ninmyō Masara lâm trọng bệnh, ông nhường ngôi cho Thái tử Michiyasu. Hai ngày sau, ông mất, hưởng dương 41 tuổi.[82][83][84][85][86][87][88]
4. Năm 930, Thiên hoàng Daigo Atsuhito ngã bệnh. Ông bèn thoái vị nhường ngôi cho con trai là Thân vương Yutaakira rồi xuất gia tu hành,[89][90] không lâu sau ông qua đời ở tuổi 46.[91][92][93][94][95]
5. Năm 1011, Thiên hoàng Ichijō Yasuhito do bệnh tình trầm trọng nên thoái vị nhường ngôi cho Thái tử, Thân vương Okisada[96][97][98][99]. Ông làm Thái thượng Thiên hoàng đúng năm hôm thì xuất gia, ba ngày sau, ông qua đời khi mới 31 tuổi.[100][101][102]
6. Năm 1045, Thiên hoàng Go-Suzaku Atsunaga lâm trọng bệnh, ông thoái vị nhường ngôi cho con trai cả là Thân vương Chikahito, xưng hiệu Thái thượng Thiên hoàng[103][104]. Hai ngày sau, ông xuất gia tại Đông Tam Điều Điện nhưng chưa kịp xuống tóc đã qua đời, khi đó mới 37 tuổi.[105][106][107][108]
7. Năm 1073, Thiên hoàng Go-Sanjō Takahito lâm trọng bệnh, ông thoái vị nhường ngôi cho con trai cả là Thân vương Sadahito để làm Thái thượng Thiên hoàng.[109] Ông giữ ngôi vị được 5 tháng thì qua đời, lúc ấy đang ở tuổi 40.[102][110][111][112][113]
8. Năm 1165, Thiên hoàng Nijō Morihito lâm trọng bệnh[114][115][116], nên truyền ngôi vị cho con là Hoàng tử Yorihito mới chưa đầy 1 tuổi, rồi lui về hậu cung an dưỡng hơn 1 tháng sau thì tạ thế, hưởng dương 22 tuổi[17][102][117][118]
9. Năm 1339, Nam triều Thiên hoàng Go-Daigo Takaharu lâm bệnh nặng, xuống chiếu thoái vị nhường ngôi cho con trai là Thân vương Noriyoshi[119][120], trở thành Thái thượng Thiên hoàng. Một ngày sau, ông qua đời, thọ 51 tuổi.[121][122][123]
10. Năm 1709, Thiên hoàng Higashiyama Asahito lâm trọng bệnh, ông thoái vị nhường ngôi cho con trai là Thân vương Yasuhito để lên làm Thái thượng Thiên hoàng.[124] Chỉ nửa năm sau, ông qua đời, hưởng dương 34 tuổi.[125][126]
11. Năm 1747, Thiên hoàng Sakuramachi Teruhito đổ bệnh, ông thoái vị nhường ngôi cho con trai cả là Thân vương Toohito để lên làm Thái thượng Thiên hoàng.[127][128] Ba năm sau, ông qua đời, hưởng dương 30 tuổi.[129]

### Nhường ngôi để xuất gia tu hành
1. Năm 749, Thiên hoàng Shōmu Obito sau 26 năm ở ngôi đã nhường lại ngai vàng cho con gái là Nội Thân vương Abe,[130][131] ông xuất gia tu hành với pháp hiệu Thắng Mãn được 7 năm thì viên tịch, thọ 55 tuổi[132][133][134][135][136][137]
2. Năm 876, Thiên hoàng Seiwa Korehito thoái vị nhường ngôi cho người con trai mới 5 tuổi của mình là Thân vương Sadaakira để lui về làm Thái thượng Thiên hoàng. Năm 879, ông xuất gia, làm hòa thượng được 2 năm thì qua đời,[138][139][140][141] hưởng dương 32 tuổi.[142][143][144][145]
3. Năm 897, Thiên hoàng Uda Sadami thoái vị, nhường lại ngai vàng cho con trai là Atsuhito rồi tự xưng Thái thượng Thiên hoàng.[146][147][148] Hai năm sau, ông xuất gia tu hành tại chùa Ninna, được tôn hiệu là "Thái thượng Pháp hoàng", ẩn cư được 35 năm thì viên tịch, thọ 65 tuổi.[149][150][151][152]
4. Năm 946, Thiên hoàng Suzaku Yutaakira sau 17 năm tại vị đã nhường ngôi cho em là Thân vương Nariakira, được tôn là Thái thượng Thiên hoàng.[153][154] Năm 952, ông xuất gia tu hành tại chùa Ninna nhưng chưa được bao lâu viên tịch, khi đó mới 30 tuổi.[155][156][157][158][159]
5. Năm 984, Thiên hoàng En'yū Morihira thoái vị nhường ngôi cho cháu gọi bằng chú ruột là Thân vương Morosada để làm Thái thượng Thiên hoàng.[160][161][162][163] Một năm sau, ông xuất gia tu hành tại Viên Dung tự cho đến khi qua đời vào năm 991, hưởng dương 31 tuổi.[164][165][166]
6. Năm 987, Thiên hoàng Kazan Morosada ở ngôi chưa đầy 3 năm đã từ nhiệm để nhường lại ngai vàng cho cháu gọi bằng chú ruột là Hoàng thái tử Yasuhito, ông được tôn làm Thái thượng Thiên hoàng nhưng chỉ giữ chức vị này đúng một ngày.[167][168][169][170][171][172] Sau đó, ông xuất gia tu hành ở chùa Gangyō được 23 năm thì viên tịch, hưởng dương 41 tuổi.[173]
7. Năm 1383, Bắc triều Thiên hoàng Chōkei Yutanari từ nhiệm nhường ngôi cho người em trai kế là Thân vương Hironari,[174][175] một người chủ trương tìm kiếm sự hòa hợp với Bắc triều. Năm 1385, ông xuất gia với pháp hiệu Kim Cương Lý (có tài liệu ghi là Giác Lý).[176] Năm 1392, cục diện Nam Bắc triều kết thúc khi Thiên hoàng Go-Kameyama thoái vị. Pháp hoàng Chōkei tháp tùng phái đoàn đem các thần khí đến Kyoto giao lại cho Thiên hoàng Go-Komatsu.[177] Năm 1394, ông qua đời, thọ 51 tuổi.[178]
8. Năm 1687, Thiên hoàng Reigen Satohito thoái vị nhường ngôi cho con trai là Thân vương Asahito để lên làm Thái thượng Thiên hoàng. Năm 1713, ông xuất gia với pháp hiệu Tố Tịnh và ẩn cư cho đến khi qua đời năm 1732, thọ 79 tuổi.[61][179][180]

### Nhường ngôi rồi lui về an dưỡng
1. Năm 715, Thiên hoàng Gemmei Ahe thoái vị nhường ngôi cho con gái mình là Nội Thân vương Hidaka rồi lui về hậu cung an dưỡng, ba năm sau bà được tôn làm Thái thượng Thiên hoàng và giữ chức vị này cho đến khi qua đời vào năm 721, thọ 61 tuổi.[181][182][183][184] Bà là nữ Thiên hoàng duy nhất trong lịch sử Nhật Bản truyền ngôi cho con gái.[185][186][187][188]
2. Năm 724, Thiên hoàng Genshō Hidaka đã thoái vị nhường lại ngai vàng cho cháu mình là Thân vương Obito,[189][190][191] năm 726 bà được tôn làm Thái thượng Thiên hoàng và ẩn cư an dưỡng ở hậu cung cho đến khi qua đời năm 748, thọ 65 tuổi.[188][192][193][194][195]
3. Năm 758, sau trị vì được 10 năm, Thiên hoàng Kōken Abe thoái vị nhường ngôi lại cho một ông chú họ xa của mình là Đại Xuy vương Ōi, bà lui về hậu cung an dưỡng và được tôn làm Thái thượng Thiên hoàng một năm sau đó.[196][197][198] Tuy nhiên, Thiên hoàng Junnin Ōi chỉ giữ ngôi trong 7 năm, do ông định chi viện quân khí cho nhà Đường dẹp loạn An Sử nên bị phản đối.[199] Vì thế, Thái chính Đại thần Fujiwara no Nakamaro thừa cơ khởi binh lật đổ, đưa đi lưu đày ra đảo Awaji.[200][201] Thượng hoàng Kōken được rước về cung phục vị, đổi đế hiệu thành Thiên hoàng Shōtoku, bà tiếp tục trị vì thêm 6 năm nữa trước khi qua đời, thọ 52 tuổi.[202][203][204][205][206]
4. Năm 833, Thiên hoàng Junna Ōtomo thoái vị nhường ngôi cho người con nuôi là Thái tử Thân vương Masara.[207][208][209][210] Sau khi thoái vị, ông lui về hậu cung an dưỡng được tôn làm Thái thượng Thiên hoàng và sống thêm 7 năm nữa thì qua đời, thọ 55 tuổi.[211][212][213][214]
5. Năm 969, Thiên hoàng Reizei Norihira sau 2 năm tại vị đã nhường ngôi cho em là Thân vương Morihira rồi rút về nghỉ ngơi tại hậu cung để trở thành Thái thượng Thiên hoàng.[215] Ông sống thêm 43 năm nữa trước khi qua đời tại Lãnh Tuyền viện, thọ 62 tuổi.[216][217][218][219][220][221]
6. Năm 1611, Thiên hoàng Go-Yōzei Katahito thoái vị nhường ngôi cho con trai thứ 3 là Thân vương Kotohito để lên làm Thái thượng Thiên hoàng. Ông an dưỡng ở hậu cung cho đến khi qua đời năm 1617, hưởng dương 45 tuổi.[61][222][223]
7. Năm 1629, Thiên hoàng Go-Mizunoo Kotohito nhường ngôi cho con gái là Nội Thân vương Okiko rồi lui về hậu cung nghỉ dưỡng xưng làm Thái thượng Thiên hoàng.[224] Ông giữ vị trí này suốt 4 đời Thiên hoàng sau đó cho đến khi qua đời năm 1680, thọ 84 tuổi.[61][225][226]
8. Năm 1643, Thiên hoàng Meishō Okiko thoái vị nhường ngôi cho em trai là Thân vương Tsuguhito để lên làm Thái thượng Thiên hoàng, ông an dưỡng ở hậu cung cho đến khi qua đời năm 1696, thọ 72 tuổi.[61][102][227][228]
9. Năm 1663, Thiên hoàng Go-Sai Nagahito thoái vị nhường ngôi cho em trai là Thân vương Satohito để lui về hậu cung an dưỡng với danh hiệu Thái thượng Thiên hoàng. Ông qua đời năm 1685, hưởng dương 47 tuổi.[61][229][230]
10. Ngày 8/8/2016, trong bài phát biểu hiếm có trên truyền hình, Nhật hoàng Akihito đã ám chỉ việc nhường ngôi vì lý do sức khỏe, đây là động thái chưa từng có trong lịch sử nước Nhật suốt từ năm 1817 vì theo khung pháp lý hiện hành của Luật Hoàng gia không cho phép Nhật hoàng được thoái vị.[231] Nhật hoàng Akihito, 83 tuổi, từng trải qua phẫu thuật tim và điều trị ung thư tiền liệt tuyến.[232] Trong phiên bỏ phiếu được truyền hình trực tiếp trên đài NHK, Thượng viện Nhật đã thông qua dự luật này với một số ít nghị sĩ từ chối bỏ phiếu. Trước đó một tuần, Hạ viện được đánh giá là cơ quan quyền lực hơn, cũng đã thông qua dự luật này. Trong một cuộc khảo sát diễn ra sau đó, phần lớn người dân được hỏi cho biết họ ủng hộ việc cho phép Nhật hoàng thoái vị. Nhà vua Akihito sẽ trở thành vị Hoàng đế đầu tiên chủ động từ bỏ Ngai Hoa Cúc trong 2 thế kỷ qua tại Nhật Bản bằng đạo luật đặc biệt chỉ áp dụng một lần.[233] Thủ tướng Nhật Bản Shinzo Abe thông báo Nhà vua Akihito sẽ thoái vị vào ngày 30/4/2019 sau khi Hội đồng Nội chính Hoàng gia đưa ra quyết định trong cuộc họp hôm 1/12, theo hãng thông tấn Kyodo. Hội đồng Nội chính Hoàng gia Nhật Bản gồm 10 thành viên, bao gồm Thủ tướng Abe, lãnh đạo lưỡng viện quốc hội, chánh án tòa án tối cao, trưởng quan Cơ quan Nội chính Hoàng gia (Cung Nội Sảnh) và 2 thành viên hoàng tộc. Hội đồng cũng đã quyết định Thái tử Naruhito sẽ tiến hành lễ đăng cơ vào ngày 1/5/2019.[234] Ngày 30/04/2019, Nhật hoàng Akihito chính thức thoái vị để nhường ngôi cho con trai là Hoàng Thái tử Naruhito trong buổi lễ long trọng được tổ chức tại Hoàng cung ở thủ đô Tokyo. Tham gia buổi lễ có tới 300 quan khách, trong đó có Hoàng Thái tử Naruhito, Thủ tướng Shinzo Abe, chủ tịch lưỡng viện Quốc hội cùng các thẩm phán của Tòa án Tối cao Nhật. Thủ tướng Abe thay mặt chính phủ bố cáo với quốc gia về quyết định thoái vị của Nhật hoàng. Trong diễn văn đáp từ, Nhật hoàng Akihito bày tỏ sự biết ơn đối với người dân Nhật vì đã ủng hộ ông trong suốt thời gian tại vị. "Kể từ khi lên ngôi cách đây 30 năm, tôi đã thực hiện bổn phận của Hoàng đế với niềm tin và sự kính trọng dành cho nhân dân. Tôi xin chân thành cám ơn người dân vì đã công nhận và ủng hộ tôi trong vai trò là biểu tượng của quốc gia", Nhật hoàng nhấn mạnh. Ông trao lại ba báu vật thiêng liêng thường được gọi là "Tam chủng thần khí" gồm thanh gươm Kusanagi no Tsurugi, chiếc gương Yata no Kagami và viên ngọc Yasakani no Magatama, tượng trưng cho lòng dũng cảm, sự khôn ngoan và lòng nhân từ.[235] Ông Akihito sẽ trở về Cung điện Togu, nơi ông sống trước khi trở thành hoàng đế. Bạn bè hy vọng rằng ông Akihito sẽ dành thời gian cho môn tennis mà ông yêu thích nhưng tuổi tác có thể là rào cản. "Gần đây ông ấy không chơi nữa", Kazuo Oda, bạn chơi tennis lâu năm của Nhật hoàng, nói.[236]

### Nhường ngôi do tác động từ ngoại cảnh
1. Năm 645, sau cuộc "Ất Tị chi biến" của các vị hoàng tử, Thiên hoàng Kōgyoku Takara thoái vị để nhường ngôi cho con trai là Thân vương Naka no Ōe.[237] Nhưng bởi Naka no Ōe không chịu tiếp nhiệm nên bà quyết định đem ngai vàng trao cho em trai mình là Hoàng tử Karu, Karu lên ngôi tôn chị làm "Hoàng tổ mẫu tôn" và lập Naka no Ōe làm Thái tử.[238][239] Ông trị vì được 9 năm thì lâm bệnh băng hà[240][241][242], Naka no Ōe vẫn tiếp tục từ chối đăng cơ nên cựu hoàng Kōgyoku đành phải quay trở lại đế vị đổi xưng hiệu thành Thiên hoàng Saimei, bà tiếp tục duy trì quyền lực cho đến khi lìa bỏ cõi đời, thọ 68 tuổi.[243][244][245][246][247]
2. Năm 1252, tại vương quốc Lưu Cầu, Quốc vương Gihon của Vương triều Shunten trong thời gian tại vị đã phải chứng kiến rất nhiều những thảm họa khủng khiếp như: nạn đói, dịch bệnh, bão biển..v..v..[248] khiến dân chúng lầm than mà không thể cầm lòng,[249] ông hạ lệnh cho một quý tộc trẻ mang tên Eiso[250] nhiếp chính quốc sự để khắc phục những tai họa này. Năm 1259, tức sau bảy năm cầm quyền lãnh đạo, với năng lực của mình Eiso đã giải quyết được tất cả các vấn đề trên, người dân Lưu Cầu đều thán phục ngợi ca. Gihon quyết định thiện nhượng cho vị quý tộc ấy để đi "ở ẩn trong rừng",[251][252] sử sách không nhắc đến kết cục của vị vua này.[253]
3. Năm 1586, Thiên hoàng Ōgimachi Michihito thoái vị nhường ngôi cho cháu nội là Thái tử Thân vương Katahito để lên làm Thái thượng Thiên hoàng[254] Thời kỳ Thiên hoàng Ōgimachi tại vị, tài sản của Thiên hoàng và triều đình bị lạm dụng nghiêm trọng. Quyền uy của Triều đình cũng bắt đầu suy sụp, nhưng Oda Nobunaga đã tiến vào kinh đô Kyoto và thay đổi tình trạng này. Trong các cuộc chiến của mình, Oda Nobunaga thường nhờ Thiên hoàng làm người dàn xếp, và Oda Nobunaga đã mang lại hòa bình cho đất nước Mặt trời mọc. Tuy nhiên, Oda Nobunaga thường xuyên đề nghị Thiên Hoàng từ ngôi, nhưng ông không đồng ý.[255] Trước khi quyền lực chính trị được chuyển giao cho Toyotomi Hideyoshi, Hoàng gia trở nên có nhiều quyền hơn, nhờ thế Thiên hoàng ngăn chặn được việc quyền hạn của ông sụp đổ. Sau khi nhường ngôi, ông rút về điện Sennōda và ở đó cho đến khi qua đời năm 1593, thọ 75 tuổi.[256]

## Nhường ngôi không tự nguyện
1. Năm 823, Thiên hoàng Saga Kamino bị Hữu đại thần Fujiwara Fuyutsugu bức phải nhường ngôi cho Thái tử Thân vương Ōtomo để làm Thái thượng Thiên hoàng[257][258][259]. Sau khi thoái vị, ông sống 20 năm nữa thì qua đời, thọ 57 tuổi.[211][260][261][262][263]
2. Năm 1014, Thiên hoàng Sanjō Okisada mắc bệnh ở mắt trở nên mù lòa nên bị quan đại thần là Fujiwara no Michinaga bức phải giao quyền lực cho Thân vương Atsuhira.[264] Hai năm sau, ông chính thức thoái vị nhường ngôi, xưng hiệu là Thái thượng Thiên hoàng.[265][266][267] Năm 1017, ông xuất gia và qua đời khi làm hòa thượng chưa đầy một tháng, lúc đó ông mới 42 tuổi.[268][269]
3. Năm 1123, do sự sắp đặt của Pháp hoàng Shirakawa, Thiên hoàng Toba Munehito sau 27 năm ngồi trên ngôi vị, đã thoái vị truyền ngôi cho con trưởng là Thân vương Akihito lúc ấy mới lên 4 tuổi.[102][270][271]. Ông được tôn hiệu là Thái thượng Thiên hoàng, ngự ở An Lạc Thọ viện. Sau khi Pháp hoàng Shirakawa qua đời, ông trở lại nắm quyền triều chính. Năm 1142, mặc dù đã xuất gia, ông vẫn gây áp lực buộc Thiên hoàng Sutoku phải thoái vị, tiếp tục can thiệp triều chính qua 2 đời Thiên hoàng kế tiếp cho đến khi tạ thế vào năm 1156, thọ 54 tuổi.[272] Sau khi ông qua đời, nổ ra cuộc bạo loạn Hōgen mà nguyên nhân là do sự can thiệp của ông suốt 3 đời Thiên hoàng.[273][274]
4. Năm 1142, Thiên hoàng Sutoku Akihito sau 20 ngồi trên ngôi vị thì bị cha là Pháp hoàng Toba bức phải nhường ngôi cho người em khác mẹ là Thân vương Narihito lúc ấy mới hơn 3 tuổi[275][276]. Ông được tôn hiệu là Thái thượng Thiên hoàng, lui về điện cũ của vua cha an dưỡng, được đổi tên là Tân viện (hay Tán Kỳ viện).[277] Khi Thiên hoàng Konoe qua đời vào năm 1155, một số đại thần chủ trương đưa Thượng hoàng Sutoku phục vị, tuy nhiên do áp lực của Pháp hoàng Toba, triều thần đã tôn lập Thân vương Masahito lên ngôi. Sau khi Pháp hoàng Toba qua đời, các quý tộc đại thần ủng hộ Thượng hoàng Sutoku đã làm nổ ra cuộc bạo loạn Hōgen nhằm giành lại ngôi vị cho ông nhưng thất bại[278][279]. Ông bị lưu đày đến đảo Shikoku cho đến khi qua đời năm 1164, hưởng dương 46 tuổi.[280]
5. Năm 1168, Thiên hoàng Rokujō Yorihito, bấy giờ chưa đầy 4 tuổi, dưới sự sắp đặt của ông nội là Thượng hoàng Go-Shirakawa[281][282], nhường ngôi cho người con thứ 7 của Thượng hoàng là Thân vương Norihito để lui về làm Thái thượng Thiên hoàng[283]. Năm 1176, ông qua đời khi mới 11 tuổi.[102] Ông là vị Thiên hoàng và Thượng hoàng trẻ nhất trong lịch sử Nhật Bản.[17][284][285]
6. Năm 1180, Thiên hoàng Takakura Norihito, dưới áp lực của Thái chính Đại thần Taira no Kiyomori, buộc phải thoái vị nhường ngôi lại Thân vương Tokihito rồi lui về là Thái thượng Thiên hoàng[286][287][288][289]. Hơn 1 năm sau ông tạ thế khi mới 21 tuổi, cùng năm với quyền thần Kiyomori[290][291][292].
7. Năm 1198, Thiên hoàng Go-Toba Takahira, dưới áp lực của Shōgun Minamoto no Yoritomo, buộc phải thoái vị nhường ngôi cho con trai là Thân vương Tamehito rồi lui về làm Thái thượng Thiên hoàng. Mặc dù ông vẫn tiếp tục nắm giữ chính sự trong suốt 3 đời Thiên hoàng sau đó, nhưng sức ảnh hưởng kém đi nhiều bởi sự can thiệp của Mạc phủ Kamakura[293][294][295][296]. Năm 1221, sau cuộc chính biến Jōkyū bất thành nhằm tước bỏ quyền lực của Mạc phủ, ông bị Mạc phủ đày đi đảo Oki. Tại đây, ông xuất gia làm hòa thượng cho đến khi viên tịch, thọ 60 tuổi[297][298].
8. Năm 1210, Thiên hoàng Tsuchimikado Tamehito, dưới sự sắp đặt của cha mình là Thượng hoàng Go-Toba, đã thoái vị nhường ngôi cho em trai là Thân vương Morinari để trở thành Thái thượng Thiên hoàng[299][300][301][302]. Năm 1221, sau cuộc chính biến Jōkyū bất thành của Vô thượng hoàng Go-Toba, ông bị Mạc phủ Kamakura đày đến vùng Tosa và ở đó được 10 năm thì mất, hưởng dương 37 tuổi.[303][304][305]
9. Năm 1221, cũng dưới sự chỉ đạo của Bản viện Thái thượng thiên hoàng Go-Toba, Thiên hoàng Juntoku Morinari thoái vị nhường ngôi cho con trai thứ 4 là Thân vương Kanenari mới được 4 tuổi trở thành Tân viện Thái thượng Thiên hoàng, mục đích để cùng cha và anh là Trung viện Thái thượng Thiên hoàng Tsuchimikado chuẩn bị cho cuộc chính biến lật đổ Mạc phủ Kamakura[306]. Tuy nhiên cuộc "chính biến Jōkyū" bất thành, ông bị Mạc phủ Kamakura đày đến đảo Sado và mất ở đó vào năm 1242 lúc 44 tuổi.[307][308][309][310][311]
10. Năm 1259, do áp lực của vua cha là Thượng hoàng Go-Saga, Thiên hoàng Go-Fukakusa Hisahito thoái vị nhường ngôi cho em trai mình là Thân vương Tsunehito.[312] Đây chính là nguyên nhân nổ ra tranh chấp quyền kế vị của các hậu duệ thuộc 2 dòng Thiên hoàng Go-Saga (tức dòng Jimyōin, Trì Minh viện) và Kameyama (tức dòng Daikakuji, Đại Giác tự), dẫn đến cục diện Nam Bắc triều sau này.[313][314] Năm 1290, ông xuất gia làm sư cho đến khi qua đời vào năm 1304, thọ 61 tuổi.[315]
11. Năm 1287, Thiên hoàng Go-Uda, do áp lực của Mạc phủ Kamakura đành phải thoái vị nhường ngôi cho Thái tử, vốn thuộc dòng Jimyōin, là Thân vương Hirohito, để lên làm Thái thượng Thiên hoàng.[316][317] Tuy nhiên, ông 2 lần quay lại nắm quyền triều chính (1301-1308 và 1318-1321) là những giai đoạn các Thiên hoàng thuộc dòng Daikakuji trị vì. Ông qua đời năm 1324, hưởng dương 56 tuổi.[318][319]
12. Năm 1301, thế lực của dòng Daikakuji trỗi dậy, gây áp lực cho cha con Thiên hoàng Go-Fushimi Tanehito, buộc phải thoái vị nhường ngôi cho Thân vương Kuniharu, một người thuộc dòng Daikakuji, trở thành Thái thượng Thiên hoàng.[320] Năm 1313, Thượng hoàng Fushimi xuất gia, nhưng ông vẫn nắm quyền phụ chính cho em mình là Thiên hoàng Hanazono cho đến năm 1318 thì bị buộc phải thoái ẩn để nhường lại ngôi vị cho dòng Daikakuji.[321][322] Năm 1333, sau sự kiện "Nguyên Hoằng chi loạn", ông tái xuất gia ẩn cư và qua đời năm 1336, hưởng dương 48 tuổi.[323]
13. Năm 1318, thế lực của dòng Daikakuji một lần nữa trỗi dậy, gây áp lực cho anh em Thiên hoàng Hanazono Tomihito, buộc phải thoái vị nhường ngôi cho Thân vương Takaharu[324][325], một người thuộc dòng Daikakuji, trở thành Thái thượng Thiên hoàng. Năm 1335, ông xuất gia và qua đời năm 1348 ở độ tuổi 51.[326][327]
14. Năm 1477, Quốc vương Lưu Cầu Shō Sen'i thay anh trị vì đất nước,[328] nhưng chỉ được 6 tháng thì bị Chúc nữ mượn thần mệnh để bức nhà vua phải nhường ngôi lại cho cháu là Shō Shin.[329] Ông về ở ẩn tại Goeku và chết cùng năm đó, hưởng dương 48 tuổi,[253][330] có thuyết nói rằng đây là âm mưu đoạt quyền của mẫu thân Shō Shin,[331] và cái chết của ông là do bị bà này phái thích khách đến ám sát.[332]
15. Năm 1828, Quốc vương Lưu Cầu Shō Kō bị quần thần gây áp lực buộc phải nhường ngôi cho con trai là Shō Iku,[333] tuy nhiên trên danh nghĩa ông vẫn là người đứng đầu nhà nước 6 năm sau đó cho đến lúc qua đời,[334] hưởng dương 48 tuổi[335] Nguyên nhân việc ông thoái vị là do Shō Kō hành động trở nên khác lạ, rối loạn tâm trí, và hay thay đổi.[336] Bởi vậy, Tam ti quan (Sanshikan) (hội đồng gồm 3 cố vấn cao tuổi nhất của hoàng gia) đã yêu cầu chính quyền phiên Satsuma ở Nhật Bản ép nhà vua phải từ nhiệm.[337][338]

## Danh sách những cuộc nhường ngôi không phải do quân chủ thực hiện
Dưới đây là danh sách ghi nhận về các cuộc nhường ngôi của các Mạc chúa (Shogun) trong lịch sử Nhật Bản. Các trường hợp nhường ngôi của các Chấp quyền (Shikken) cũng được liệt kê trong đây với tư cách là chức vị nắm giữ quyền lực thực tế của Nhật Bản.
1. Năm 1205, Shikken Mạc phủ Kamakura đầu tiên, Hōjō Tokimasa thoái ẩn xuất gia, và nhường lại ngôi vị cho con trai Hōjō Yoshitoki. Ông qua đời năm 1215, thọ 78 tuổi. Ông chính là người mở đầu truyền thống các Shikken của gia tộc Hōjō nắm quyền lực thực tế Mạc phủ Kamakura, khống chế chính sự Nhật Bản.[339][340][341][342]
2. Năm 1244, Shōgun Kujō Yoritsune của Mạc phủ Kamakura thoái vị và nhường ngôi cho con trai mới 6 tuổi là Kujō Yoritsugu.[42] Năm 1245, ông xuất gia và qua đời 12 năm sau đó ở tuổi 39. Ông là Shōgun đầu tiên thực hiện việc truyền ngôi cho con khi còn sống, dù vẫn dưới danh nghĩa sự bổ nhiệm của Thiên hoàng và quyền lực thực tế nằm trong tay các Shikken.
3. Năm 1256, Shikken Mạc phủ Kamakura Hōjō Tokiyori thoái ẩn xuất gia, nhường lại ngôi vị cho một người cháu là Hōjō Nagatoki. Mặc dù vậy ông vẫn nắm quyền lực thực tế cho đến khi qua đời năm 1263, hưởng dương 37 tuổi.[339][343]
4. Năm 1268, Shikken Mạc phủ Kamakura Hōjō Masamura thoái vị nhường ngôi cho Hōjō Tokimune nhưng vẫn nắm quyền lực thực tế. Năm 1273, ông xuất gia và qua đời sau đó không lâu, thọ 69 tuổi.[339][344][345][346]
5. Cũng trong năm 1301, Shikken Mạc phủ Kamakura Hōjō Sadatoki thoái ẩn xuất gia, nhường lại ngôi vị cho một người cháu là Hōjō Morotoki. Mặc dù vậy ông vẫn nắm quyền lực thực tế cho đến khi qua đời năm 1311, hưởng dương 41 tuổi.[339][347][348]
6. Năm 1316, Shikken Mạc phủ Kamakura Hōjō Mototoki thoái ẩn xuất gia, nhường lại ngôi vị cho Hōjō Takatoki. Năm 1333, Thiên hoàng Go-Daigo phát động chính biến diệt trừ thế lực của Mạc phủ Kamakura, Mototoki tự sát, hưởng dương 48 tuổi.[339][349]
7. Năm 1394, Shōgun Ashikaga Yoshimitsu thoái vị xuất gia, nhường ngôi cho con trai là Ashikaga Yoshimochi.[350] Tuy vậy, ông vẫn tiếp tục nắm giữ thực quyền triều chính. Năm 1404, ông sai sứ sang bang giao với Đại Minh, giúp nhà Minh dẹp nạn Nụy khấu, do đó được Minh Thành Tổ phong tước hiệu "Nhật Bản Quốc vương".[351] Ông qua đời năm 1408, hưởng dương 49 tuổi.[352][353]
8. Năm 1423, Shōgun Ashikaga Yoshimochi bắt chước cha mình thoái vị xuất gia, nhường ngôi cho con trai là Ashikaga Yoshikazu nhưng tiếp tục nắm giữ thực quyền.[354] Tuy nhiên, do Yoshikazu mất sớm, nên Yoshimochi tiếp tục điều hành chính sự dù vị trí Shōgun bị khuyết từ năm 1425. Ông mất năm 1428, hưởng dương 43 tuổi,[352] em ông là Ashikaga Yoshinori kế vị vào chức vụ Shōgun.[353]
9. Năm 1473, Shōgun Ashikaga Yoshimasa nhường ngôi cho con trai là Ashikaga Yoshihisa nhưng tiếp tục nắm giữ thực quyền. Tuy nhiên, do Yoshihisa mất sớm vào năm 1489, nên Yoshimasa tiếp tục điều hành chính sự dù vị trí Shōgun bị khuyết trong một thời gian ngắn cho đến khi qua đời vào năm 1490, thọ 55 tuổi.[355] Cháu ông là Ashikaga Yoshitane kế vị vào chức vụ Shōgun.[353]
10. Năm 1547, trong thời gian bị quân của Hosokawa Harumoto đuổi đánh ra khỏi Kyoto, Shōgun Ashikaga Yoshiharu thoái vị nhường ngôi cho con trai là Ashikaga Yoshiteru nhưng tiếp tục nắm giữ binh quyền, nhiều lần đánh rồi hòa với Harumoto.[356] Mạc phủ di chuyển khắp nơi, không ở nơi nào cố định. Trong tình cảnh đó, Yoshiharu qua đời 3 năm sau đó, hưởng dương 44 tuổi.[353][357]
11. Năm 1605, Shōgun Tokugawa Ieyasu của Mạc phủ Edo thoái vị sau 3 năm chấp chính, nhường ngôi cho con trai là Tokugawa Hidetada,[358] tự xưng tước hiệu Ōgosho. Mục đích của ông là để khẳng định việc cha truyền con nối cho gia tộc trong cương vị của mình, do vậy quyền hành thực tế ông vẫn nắm giữ suốt 12 năm sau đó cho đến lúc qua đời, thọ 73 tuổi.[351][359]
12. Năm 1623, Shōgun Tokugawa Hidetada của Mạc phủ Edo cũng bắt chước cha mình, thoái vị sau 18 năm chấp chính, nhường ngôi cho con trai là Tokugawa Iemitsu, tự xưng Ōgosho.[360] Dù vậy, ông vẫn nắm giữ quyền hành thực tế cho đến năm 1631. Ông qua đời chỉ một năm sau đó, thọ 54 tuổi.[361]
13. Năm 1745, Shōgun Tokugawa Yoshimune thoái vị nhường ngôi cho con trai cả Tokugawa Ieshige.[362] Ông tự xưng là Ōgosho và giữ tước hiệu này cho đến khi qua đời năm 1751, thọ 66 tuổi[363]
14. Năm 1760, Shōgun Tokugawa Ieshige, là một người lãnh đạm với việc cai trị, đã thoái vị nhường ngôi cho con trai cả Tokugawa Ieharu.[364] Ông nhận được tước hiệu Ōgosho nhưng chỉ giữ được tước hiệu một năm rồi qua đời, hưởng dương 49 tuổi.[365]
15. Năm 1837, Shōgun Tokugawa Ienari, sau 50 năm chấp chính, đã thoái vị nhường ngôi cho con trai thứ 2 là Tokugawa Ieyoshi, tự xưng là Ōgosho.[366] Ông giữ tước hiệu này thêm 5 năm nữa thì qua đời, thọ 67 tuổi.[367]

## Trường hợp khác
1. Năm 1957, Hùng Trạch thiên hoàng (hoặc Đại Diên thiên hoàng) nhường ngôi cho con nuôi là Hùng Trạch Tôn Tín rồi tự xưng là Thái thượng Pháp hoàng. Ông vốn xuất thân từ tăng nhân và thương nhân, nhận mình là dòng dõi chính thống Thiên hoàng vào năm 1945 sau khi đệ nhị thế chiến kết liễu rồi yêu cầu Chiêu Hòa thiên hoàng thoái vị, đến năm 1966 ông qua đời, hưởng thọ 77 tuổi.